# WKBL 올스타전 2019-20
WKBL 올스타전 2019-20은 2020년 1월 12일에 열린 18번째 WKBL 올스타전이다. 이번 시즌 창단한 부산 BNK 썸의 홈구장인 스포원파크 BNK센터에서 개최되며, 부산광역시에서 열리는 첫 올스타전이다.

## 감독
2019-20 시즌 3라운드 종료시 순위를 기준으로 1위팀 감독인 위성우가 핑크스타팀 감독, 2위팀 감독 안덕수가 블루스타팀 감독을 맡는다. 3, 6위팀 감독 정상일과 임근배는 블루스타팀 코치, 4, 5위팀 감독 이훈재와 유영주는 핑크스타팀 코치를 맡는다.

## 선수
국내선수 팬투표 상위 10명과 감독 추천 선수 6명, 외국인 선수 6명, 일반인 가운데 선발된 각 팀의 12번째 선수까지 총 24명이 출전한다. 이전 올스타전까지 진행되던 외국인 선수 투표는 폐지되고 모든 외국인 선수가 올스타전에 출전한다. 김단비는 4년 연속 팬투표 1위를 차지하였다.
| Pos.              | 선수              | 팀                     | 선발횟수          |
| 팬 투표 국내 선수 | 팬 투표 국내 선수 | 팬 투표 국내 선수      | 팬 투표 국내 선수 |
| ----------------- | ----------------- | ---------------------- | ----------------- |
| F                 | 김단비            | 인천 신한은행 에스버드 | 12                |
| C                 | 박지수            | 청주 KB 스타즈         | 4                 |
| G                 | 박지현            | 아산 우리은행 위비     | 1                 |
| G                 | 안혜지            | 부산 BNK 썸            | 1                 |
| G                 | 신지현            | 부천 KEB하나은행       | 3                 |
| 외국인 선수       |                   |                        |                   |
| F                 | 쏜튼              | 청주 KB 스타즈         | 4                 |
| C                 | 스미스            | 인천 신한은행 에스버드 | 1                 |
| C                 | 비키바흐          | 용인 삼성생명 블루밍스 | 3                 |
| 감독 추천 선수    |                   |                        |                   |
| F                 | 염윤아            | 청주 KB 스타즈         | 3                 |
| F                 | 고아라            | 부천 KEB하나은행       | 3                 |
| F                 | 노현지            | 부산 BNK 썸            | 2                 |
| 12번째 선수       |                   |                        |                   |
| 이혜수            |                   |                        |                   |

| Pos.              | 선수              | 팀                     | 선발횟수          |
| 팬 투표 국내 선수 | 팬 투표 국내 선수 | 팬 투표 국내 선수      | 팬 투표 국내 선수 |
| ----------------- | ----------------- | ---------------------- | ----------------- |
| F                 | 강이슬            | 부천 KEB하나은행       | 6                 |
| F                 | 김한별            | 용인 삼성생명 블루밍스 | 5                 |
| G                 | 박혜진            | 아산 우리은행 위비     | 9                 |
| F                 | 한채진            | 인천 신한은행 에스버드 | 11                |
| F                 | 강아정            | 청주 KB 스타즈         | 12                |
| 외국인 선수       |                   |                        |                   |
| C                 | 그레이            | 아산 우리은행 위비     | 2                 |
| C                 | 마이샤            | 부천 KEB하나은행       | 1                 |
| C                 | 단타스            | 부산 BNK 썸            | 3                 |
| 감독 추천 선수    |                   |                        |                   |
| F                 | 김소니아          | 아산 우리은행 위비     | 2                 |
| C                 | 배혜윤            | 용인 삼성생명 블루밍스 | 8                 |
| G                 | 김이슬            | 인천 신한은행 에스버드 | 1                 |
| 12번째 선수       |                   |                        |                   |
| 임수빈            |                   |                        |                   |

## 경기
| 2020년 1월 12일 14:00 |

| 리포트 |

| 핑크스타 108, 블루스타 101                                   |  |  |  |                                                      |
| 쿼터 별 점수: 27-34, 30-18, 23-20, 28-29                     |  |  |  |                                                      |
| 득점: 쏜튼 21 리바운드: 쏜튼 12 도움: 박지수, 쏜튼, 안혜지 6 |  |  |  | 득점: 그레이 27 리바운드: 마이샤 14 도움: 김소니아 6 |

## 수상
| 부문                | 선수                        |
| ------------------- | --------------------------- |
| MVP                 | 박지수 (청주 KB 스타즈)     |
| 득점상              | 그레이 (아산 우리은행 위비) |
| 3점슛 콘테스트 우승 | 강이슬 (부천 KEB하나은행)   |
| 베스트 퍼포먼스상   | 박지현 (아산 우리은행 위비) |